# Czerwony Fort w Agrze
Czerwony Fort w Agrze (hindi आगरा का किला, urdu آگرہ قلعہ) – zespół budowli fortecznych i pałacowych w Agrze w Indiach, wzniesiony z inicjatywy Akbara (1556–1605).
W 1983 roku fort został wpisany na Listę Światowego Dziedzictwa UNESCO.

## Położenie
Fort leży na prawym brzegu rzeki Jamuny, na północno-zachodnich krańcach ogrodów Szahdżahana otaczających Tadź Mahal.

## Historia
Budowa fortu rozpoczęła się w 1565 roku z inicjatywy Akbara (1556–1605), który przeniósł stolicę państwa Mogołów do Agry. Nowy fort wzniesiono w miejscu dawnego fortu Radźputów. Kompleks na planie nieregularnego półkola zaprojektował Quasim Khan Mir Barr o Bahr. Do budowy zaangażowano tysiące robotników a prace ukończono w 1573 roku. Nadworny historyk Akbara Abdul Fazal zanotował, że w granicach fortu stanęło 500 budowli kamiennych.
Prace budowlane były kontynuowane przez następców Akbara, zwłaszcza Szahdżahana w pierwszej połowie XVII w. Po przejęciu władzy przez jego syna i następcę Aurangzeba w 1658 roku Szahdżahan został uwięziony w Czerwonym Forcie, gdzie w 1666 zmarł.
W 1983 roku fort został wpisany na Listę Światowego Dziedzictwa UNESCO.

## Architektura
Czerwony Fort jest zespołem budowli zamkniętych wewnątrz potężnych murów zewnętrznych z bloków czerwonego piaskowca. Mury mają ok. 20 metrów wysokości i około 2,5 kilometra łącznej długości. Od środka wyłożone są białym marmurem, a delikatniejsza (najbardziej wyrafinowana ze wszystkich fortów indyjskich) architektura wnętrza fortu obliczona była na ukazanie potęgi władcy. Otacza je szeroka na 10 metrów fosa o głębokości 9 metrów, która łączy się z rzeką Jamuną.
Głównym wejściem do fortu jest Brama Amara Singha (zwaną również Bramą Lahore) po stronie południowej; po stronie zachodniej znajduje się drugie wejście – Brama Delhi.
Wewnątrz fortu znajduje się szereg budowli, głównie o charakterze pałacowym, w tym:
- Moti Masjid (pol. Meczet Perłowy) – wykonany z marmuru, uważany za jeden z najpiękniejszych meczetów Indii[12]
- Diwan-i-Am – sala audiencji publicznych
- Diwan-i-Khas – sala audiencji prywatnych, gdzie władcy mogolscy przyjmowali dygnitarzy i zagranicznych gości. W tym miejscu znajdował się słynny Pawi Tron, przeniesiony później do Delhi, a następnie do Iranu.
- Khas Mahal – prywatny pałac Akbara
- Jahāngīri Mahal (pol. Pałac Dżahangira) – prywatna rezydencja władców mogolskich zbudowana przez Akbara dla syna
- Shish Mahal (pol. Pałac Luster)
- Nagina Masjid (pol. Meczet Klejnotu)